# Cees Goekoop

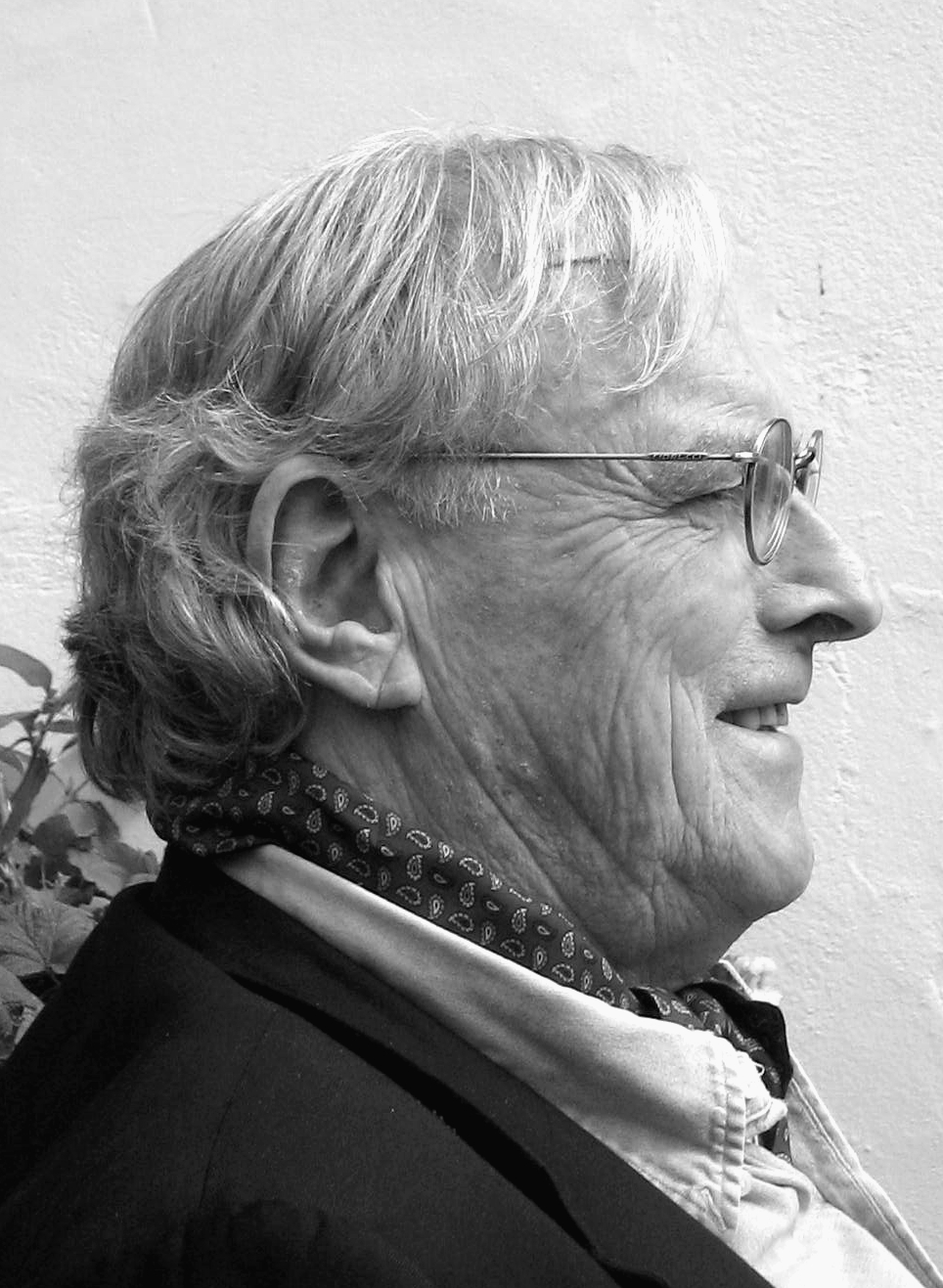
Cees Goekoop (2006)

Cornelis Hiëronymus „Cees“ Goekoop (* 4. Dezember 1933 in Amsterdam; † 26. September 2011 ebenda) war ein niederländischer Rechtsanwalt und Politiker der Volkspartij voor Vrijheid en Democratie (VVD).

## Leben
Nach dem Schulbesuch studierte Goekoop Rechtswissenschaften an der Universität Leiden und war nach Beendigung des Studiums als Rechtsanwalt tätig.
Am 16. August 1980 wurde er als Kandidat der VVD zum Bürgermeister von Leiden gewählt und bekleidete dieses Amt bis zum 1. Januar 1999, als er aufgrund des Erreichens der Altersgrenze von 65 Jahren von Königin Beatrix entlassen wurde. In seine Amtszeit fiel der Beginn des Projekts der sogenannten Muurgedichten  (Mauergedichte), die auf Häuserwänden im Straßenraum der Innenstadt zu sehen sind. Die 101 Texte von bekannten und unbekannten Dichtern aus aller Welt sind Ergebnis eines Projekts, das 1992 mit einem Gedicht von Marina Iwanowna Zwetajewa begonnen hatte. 
Goekoop war außerdem als Autor tätig und verfasste unter anderem zwei populärwissenschaftliche Bücher über den griechischen Dichter Homer.

## Veröffentlichungen
- Op zoek naar Ithaka: een speurtocht naar het vaderland van Odysseus, 1990, ISBN 9062623026
- Homerus - een raadsel. Een zoektocht door het Homerische landschap, 2003